# 遊漁船業の適正化に関する法律
遊漁船業の適正化に関する法律（ゆうぎょせんぎょうのてきせいかにかんするほうりつ、昭和63年12月23日法律第99号）は、遊漁船業に関する日本の法律である。
法令番号は、昭和63年法律第99号、1988年（昭和63年）12月23日に公布された。この法律の目的は、遊漁船業を営む者について登録制度を実施し、その事業に対し必要な規制を行うことにより、その業務の適正な運営を確保するとともに、その組織する団体の適正な活動を促進することにより、遊漁船の利用者の安全の確保および利益の保護ならびに漁場の安定的な利用関係の確保に資すること（同法1条）とされる。
なだしお事件がきっかけで制定された。

## 構成
- 第1章 総則（第1条~第2条）
- 第2章 遊漁船業（第3条~第19条）
- 第3章 遊漁船業団体（第20条~第23条）
- 第4章 雑則（第24条~第27条）
- 第5章 罰則（第28条~第33条）
- 附則

## 資格
- 遊漁船業務主任者